# CodePlex
CodePlex是一個由微軟公司於2006年5月所建置的开放源代码托管網站，在此網站中所發布的所有程式都可以下載原始碼使用，曾是微軟軟體的週邊元件或擴充套件發布管道。微软在2017年3月31日宣布于即日起无法新建项目，从10月起网站转为只读状态，同年12月15日关闭CodePlex。
在CodePlex中較有名的軟體有：
- SQL Server範例資料庫與範例程式。
- ASP.NET AJAX的控制項類別庫（Ajax Control Toolkit）。
- FaseDBF，一個可以讀寫DBF（dBase的資料庫檔案格式）的程式。
- ASP.NET的MVC（Model-View-Controll）Framework預覽版本。
- .NET Reflector的外掛程式。
- Microsoft Office SharePoint Portal Server的擴充與範例程式。
- Smart Client Software Factory Library與Web Site Software Factory等軟體組件。
- IronPython程式語言。

## CodePlex開放源碼基金會
CodePlex開放源碼基金會（CodePlex Foundation）於2009年9月10日宣布成立，主要用來讓軟體業者及開放源碼社群分享原始碼，並促進雙方的交流。
根據聲明，該基金會主要採用論壇形式，讓開放源始碼社群及軟體開發社群一起促進參與開放源碼社群專案的共同目標。在既有的開放源碼組織之外，讓各界透過此一論壇分享彼此的認知及最佳實作。

## 外部連結
- CodePlex（页面存档备份，存于）